# Вулиця Переможна (Львів)
Вулиця Переможна — вулиця у Личаківському районі міста Львів, місцевість Великі Кривчиці. Пролягає від вулиці Богданівської углиб забудови, завершується глухим кутом.

## Історія та забудова
Вулиця виникла у складі селища Кривчиці під назвою Зелена. У 1962 році, після включення Кривчиць до складу Львова, отримала сучасну назву — Переможна.
Забудована одноповерховими будинками 1930-х років та сучасними приватними садибами 2000-х років.